# Voortgezet algemeen volwassenenonderwijs
Voortgezet algemeen volwassenenonderwijs (vavo) is in Nederland het gesubsidieerd voortgezet onderwijs voor leerlingen die 18 jaar of ouder zijn en onder bepaalde voorwaarden ook voor 16- en 17-jarigen. Het vavo biedt opleidingen vmbo-TL, havo en vwo. De wijze van examinering en de diploma's zijn vrijwel gelijk aan die in het reguliere voortgezet onderwijs en hebben dezelfde waarde.

## Doelgroepen
Deze vorm van onderwijs is bedoeld voor:
- net gezakte leerlingen van het voortgezet onderwijs die alleen de niet-behaalde vakken over hoeven te doen
- de leerlingen die hun opleiding nog niet afgerond hebben
- stapelaars, die na vmbo-TL het havo-diploma en na havo het vwo-diploma willen behalen.
- hen die zijn vastgelopen in het reguliere onderwijs
- hen die versneld, in één jaar hun diploma willen halen
- volwassenen die alsnog een diploma willen behalen
- volwassenen die hun ontwikkeling willen vergroten
- gehandicapten die niet altijd gemakkelijk een plaats vinden in het reguliere onderwijs.

## Geschiedenis
In de 19e eeuw ontstonden er dag- en avondscholen voor volwassenen. Door omstandigheden hadden veel volwassenen niet de kans gekregen om onderwijs te volgen. In 1876 werd in Nederland de allereerste avondschool in Amsterdam geopend. De invoering van leerplicht voor jonge kinderen en jongeren veranderde de onderwijskansen voor volwassenen echter niet. Er waren 137 scholen in Nederland. Sinds de Mammoetwet van 1968 moesten veel scholen zich omvormen tot MAVO-scholen. Deze scholen kregen voor het eerst een subsidie van de Rijksoverheid.
In 1929 ontstond het eerste avondgymnasium in Amsterdam. Het was een initiatief van een leraar klassieke talen, Herman Knorringa. Hij was daartoe geïnspireerd door het initiatief van Prof. Silbermann in Duitsland, die in 1927 in Berlijn het eerste Abendgymnasium oprichtte. Veel leerlingen die al een HBS-diploma hadden, kregen een kans om klassieke talen te studeren. Dit was toen een van de eisen om tot een universiteit te worden toegelaten. Dankzij de Mammoetwet hebben leerlingen meer kansen gekregen om universitaire opleidingen te volgen.
Vrouwen hadden van oudsher minder kansen om een diploma te behalen dan mannen. Door zwangerschap, maatschappelijke eisen of onvoorziene omstandigheden moesten meisjes hun middelbare school vroegtijdig verlaten. Daarom werd in 1975 een eerste moedermavo-school voor vrouwen geopend. Mede dankzij dit volwassenenonderwijs ontwikkelde de emancipatie onder vrouwen zich snel.
Inmiddels is dit effect grotendeels uitgewerkt. De populatie in het vavo is gelijkelijk verdeeld onder mannen en vrouwen en de gemiddelde leeftijd van de leerlingen is aanzienlijk lager dan vroeger.

## ‘Sprokkelen’ en ‘stapelen’
Vroeger moesten degenen die voor een examen gezakt waren, de gehele opleiding overdoen. Sinds 1979 behoeven zij in het vavo slechts de niet-behaalde vakken over te doen. Men kan in het vavo studeren met een compleet pakket, maar ook ervoor kiezen om langer over de opleiding te doen en met minder vakken per jaar te volstaan. Bij voldoende resultaat krijgt de leerling voor het behaalde vak een deelcertificaat, dat tien jaar geldig blijft. Uiteindelijk kunnen de certificaten worden ingeruild voor een compleet diploma (sprokkelen).
Na 2002 kunnen de certificaten niet worden verzilverd. De functie van certificaten wordt overgenomen door cijferlijsten. Alleen vavo-scholen en particuliere scholen verstrekken certificaten en cijferlijsten, terwijl dagscholen alleen cijferlijsten verstrekken. Op basis van cijferlijsten die niet ouder dan 10 jaar oud zijn kunnen ze een diploma verkrijgen. Ze mogen 1 vak met een 4 of 1 vak met een 4 en 1 vak met een 5 of 2 vakken met een 5 onder voorwaarden van uitslag vrijstelling krijgen zolang aantal compensatiepunten voldoende aanwezig zijn. 
Aan leerlingen die reeds een diploma hebben behaald, maar een opleiding op een hoger niveau ambiëren (bijvoorbeeld van vmbo-t naar havo), kan het vavo mogelijkheden bieden (stapelen).

## Uitbesteding en overheidsbekostiging
Sinds 1996 vallen de scholen onder de Wet educatie en beroepsonderwijs (WEB). De vavo-scholen verloren hun zelfstandigheid en werden ondergebracht bij ROC’s, die grotendeels uit opleidingen voor middelbaar beroepsonderwijs bestaan. De benaming hiervoor werd Beroepsonderwijs en Volwassenen Educatie (BVE). Door bezuinigingsmaatregelen van de minister van onderwijs werden de vavo-opleidingen sindsdien niet meer door de rijksoverheid bekostigd, maar door de gemeenten. Daardoor daalde het aantal leerlingen bij een aantal scholen. Door verschillen in het beleid van de gemeenten ontstond rechtsongelijkheid.
De minderjarige leerlingen mochten niet zonder dispensatie van de leerplichtambtenaar vavo-onderwijs volgen. Door de invoering van de tweede fase van havo en vwo geraakten veel leerlingen tussen wal en schip. De toenmalige staatssecretaris van onderwijs Rutte heeft een bezuinigingsmaatregel voor het volwassenenonderwijs teruggedraaid. De leerlingen mogen vavo-onderwijs volgen, maar wel onder verantwoordelijkheid van middelbare scholen (uitbesteding). De scholen voor voortgezet onderwijs en de vavo-instellingen (ondergebracht in de ROC’s) hebben daartoe samenwerkingsovereenkomsten gesloten. Sindsdien vertoont het aantal vavo-leerlingen weer een stijging, waarbij het percentage ‘uitbestede’ leerlingen jaarlijks groter wordt.
Het aandeel van gemeentelijk bekostigde vavo-leerlingen nam af, doordat veel gemeenten geen lessen meer financierden voor degenen die al een startkwalificatie verworven hadden. Ook waren er gemeenten die een leeftijdslimiet stelden, vaak 27 jaar. De bekostiging krachtens de WEB is per 1 januari 2013 weer een zaak van de rijksoverheid, die deze limieten vooralsnog niet stelt.
Inmiddels behoort de volwasseneneducatie niet meer automatisch tot het werkterrein van de ROC’s zelf. Zo hebben ROC Zadkine en ROC Albeda College gezamenlijk een aparte Rotterdamse vavo-school opgericht onder de naam Vavo Rijnmond College. ROC's erkennen de eigen werkwijze en het specifieke karakter door het vavo een zelfstandige positie binnen hun organisatie te geven, zoals het ROC Leiden met het Boerhaave College, dat daarmee de naam van voor de fusie terugkreeg. Elders, zoals in Limburg, bestaan vergaande samenwerkingsverbanden met het reguliere voortgezet onderwijs.